# Завелевье
Завелевье (Завелёвье, бел. Завялёўе) — деревня в Дрогичинском районе Брестской области Белоруссии. Входит в состав Брашевичского сельсовета.
Деревня находится в 100 км на восток от Бреста и в 13 км от Дрогичина и непосредственно примыкает к Брашевичам. Площадь 1,0 км².

## История
По данным за 1905 год деревня Завелевье относилась к Брашевичской волости Кобринского уезда и в ней насчитывалось 675 жителей.
В 1920 году Кобринский уезд был занят Польскими войсками и отошёл к Польше.
Со 2 ноября 1939 года до начала Великой Отечественной войны Завелевье было в составе Белорусской ССР. С 1941 года деревня находилась под немецкой оккупацией. В 1944 году при освобождении Белоруссии — вновь в составе Белорусской ССР.

## Достопримечательности
Главная достопримечательность Завелевья — церковь евангельских христиан-баптистов. Их дом молитвы открыт в старинном деревянном здании, построенном по некоторым данным, в конце XIX — начале XX вв. Храм представляет собой односрубное здание зеленого цвета с небольшим крыльцом с колоннами и арочными окнами на боковых фасадах. Здание горизонтально облицовано досками, фронтон сзади — вертикально. Также в деревне можно увидеть небольшую придорожную часовню 1938 года.

## Население
| 1979 | 1999 | 2009 | 2021 |
| ---- | ---- | ---- | ---- |
| 780  | ➘535 | ➘336 | ➘163 |

## Инфраструктура
Действует колхоз, магазин, церковь христиан-баптистов.

Амбулатория, школа, почта и т. д. находится в соседнем агрогородке Брашевичи.

## Известные люди
- В Завелевье родился и жил участник революционных событий в Петрограде комендор крейсера «Аврора» Кирилл Матвеевич Ровченя[5][6].